# Río El Venado
El río El Venado es un curso natural de agua que fluye en el sector precordillerano de la comuna de Panguipulli, en la Región de los Ríos, Chile.

## Trayecto
El río El Venado nace en la ladera sur del  Volcán Villarrica en la comuna de Panguipulli. Este río fluye en sentido noreste a suroeste, recibe las aguas de los esteros Aihué y  Santo Domingo cerca del caserío llamado Coñaripe Alto. El Río El Venado a partir de este punto continúa en dirección norte sur, en el último tramo recibe las aguas del Arroyo Culán hasta unirse al Río Llancahue. Cerca de la confluencia con el Río Llancahue se encuentra próximo a la ruta internacional 201 CH.

## Población, economía y ecología

### Riesgos volcánicos
El área que cubre la totalidad del Río El Venado está considerada como una zona con 'Peligro Muy Alto' de verse afectada por lavas y por lahares durante las erupciones del volcán Villarrica cuando estas se originen en el cono y/o en el cráter principal del volcán. Esto incluye ambos bordes del río desde su origen en la parte alta del volcán Villarrica hasta su confluencia con el río Llancahue incluido un tramo de la ruta 201 CH. Lo anterior se basa en los antecedentes existentes de erupciones ocurridas durante los siglos XIX y XX. En el Mapa de Peligros del Volcán Villarrica los bordes del río Llancahue se encuentran bajo clasificación (ALI1).
Igualmente, esta zona puede verse afectada seriamente por caída de piroclastos de 3,2 hasta 1,6 cm de diámetro, con un máximo de entre 10 a 30 cm de espesor de los depósitos.